# Roser (prenom)
Roser és un prenom català femení i masculí.
La variant masculina d'aquest prenom és poc habitual en català. Quant a la femenina, és la simplificació del prenom Maria del Roser, que pren el nom de l'advocació mariana de la Mare de Déu del Roser. Originalment, els prenoms derivats d'advocacions marianes completaven el nom de Maria (Maria de) fins que han pres significat per si mateixos, i, lògicament, són femenins.

## Origen
El prenom «Maria del Roser»o «Roser» fa referència al rosari, ja que en català medieval el mot 'roser' feia referència tant a aquest concepte com a la planta roser. L'aparició del mot 'rosari' a les darreries del segle xvi per diferenciar tots dos elements és deu a influència castellana. De tota manera, el rosari té també la mateixa etimologia que el roser, és a dir, les roses, ja que a la Mare de Déu se l'honorava amb la flor més valorada de totes, la rosa, amb la qual es feien garlandes i cercles per honorar-la i resar-hi, amb ço que més tard s'anomenaria «rosari». L'etimologia prové del llatí «Rosariu».

## Difusió
A començament de l'edat moderna es generalitzaren el prenoms provinents d'avocacions marianes com ara Roser o Maria del Roser com a prenom femení, un prenom tradicional català amb força difusió al Principat fins a mitjan segle xx.
Diminutius: Roseret, Rosereta, Roseta, Rosina, Rosó, Rosetona.
Versions en altres idiomes:
- francès: Marie-Rosaire (o Marie Rosaire);[6] Rosaire en francès és un prenom masculí.
- espanyol: Rosario o María del Rosario. Rosario també pot ser un nom mascúlí.[7]
- portuguès: Rosário o Maria do Rosário[8]
- italià: Rosaria o Maria Rosaria;[9] Rosario en italià és un prenom masculí.

## Festa onomàstica
La festa onomàstica es pot celebrar en dos dies de l'any:
- Mare de Déu del Roser 7 d'octubre
- Mare de Déu del Roser de Maig (o de Pompeia) 8 de maig

## Biografies
- Roser Capdevila, il·lustradora
- Roser Murillo i Ribera, cantant
- Roser Matheu i Sadó, poetessa
- Roser Bofill, periodista
- Roser Soliguer, pedagoga

### Versió Rosario
- Rosario Flores, cantant madrilenya
- Rosario Surós Julià, cuinera catalana
- Rosario Álvarez, filòloga gallega
- Rosario Margarita Sanz Alonso, política valenciana

### Versió Rosário
- Maria do Rosário Pedreira, escriptora portuguesa

## Curiositats
- El nom Rosó de la cançó catalana Rosó fa referència a l'hipocorístic del prenom Roser.[11]